# Criotettix curticornis
Criotettix curticornis är en insektsart som först beskrevs av Hancock, J.L. 1915.  Criotettix curticornis ingår i släktet Criotettix och familjen torngräshoppor. Inga underarter finns listade i Catalogue of Life.